# Муниципальное образование «Могоёнок»
Муниципальное образование «Могоёнок» (Могоёнское сельское поселение) — муниципальное образование со статусом сельского поселения в
Аларском районе Иркутской области России. Административный центр — посёлок Могоёнок.

## Демография
По результатам Всероссийской переписи населения 2010 года
численность населения муниципального образования составила 1010 человек, в том числе 488 мужчин и 522 женщины.
| 2010  | 2011  | 2012  | 2013  | 2014  | 2015  | 2016 |
| ----- | ----- | ----- | ----- | ----- | ----- | ---- |
| 1010  | ↘1007 | →1007 | ↗1023 | ↘1018 | ↘1008 | ↘993 |
| 2017  |       |       |       |       |       |      |
| ↗1003 |       |       |       |       |       |      |

## Состав сельского поселения
| № | Населённый пункт | Тип населённого пункта       | Население |
| - | ---------------- | ---------------------------- | --------- |
| 1 | Берестенникова   | деревня                      | ↗78       |
| 2 | Маломолева       | деревня                      | ↘195      |
| 3 | Малый Кутулик    | деревня                      | ↘120      |
| 4 | Могоёнок         | село, административный центр | ↗496      |
| 5 | Могой            | деревня                      | ↗13       |
| 6 | Тютрина          | деревня                      | ↘105      |

### Упразднённые населённые пункты
- Деревня Каштак